# Pamela Franklin
Pamela Franklin, född 3 februari 1950 i Yokohama, Japan, är en brittisk skådespelerska. Hennes far arbetade med export/import i flera av Asiens länder. Hon gjorde sin skådespelardebut redan som 11-åring, efter det att hon givit upp sina planer på att bli balettdansös. Hennes första film kom att bli De oskyldiga (1961), där hon spelade mot bland andra Deborah Kerr. I den andra filmen året efter, Lejonet, hade hon bland andra William Holden som motspelare. I filmen sitter hon hos ett fullvuxet lejon och var därmed den första barnskådespelare någonsin som tog detta riskfyllda steg.
Franklin var i första hand karaktärsskådespelare, och hon har spelat mot flera av filmens storheter; utöver de nämnda mot Marlon Brando och Maggie Smith. Tillsammans med Maggie Smith gjorde hon sin förmodligen mest kända roll i Miss Brodies bästa år (1969). Som sin mentor ser Pamela Franklin regissören Jack Clayton. Andra berömda regissörer som hon arbetat med är Ronald Neame och John Huston. Hon medverkade dessutom i ett antal TV-roller.
Franklin lade skådespelarkarriären på hyllan 1981. Hon är gift med den brittiske skådespelaren Harvey Jason med vilken hon har två barn. Familjen bor i Los Angeles.

## Filmografi (i urval)

### Film
- 1961 – De oskyldiga
- 1962 – Lejonet
- 1961 – De oskyldiga
- 1968 – Natt utan nåd
- 1969 – Miss Brodies bästa år
- 1972 – Necromancy
- 1973 – Legenden om djävulshuset

### Television
- 1969 – David Copperfield (TV-serie)
- 1973 – Satan's School of Girls (TV-serie)
- 1976 – Eleanor and Franklin (TV-serie)
- 1977 – Fantasy Island (TV-serie)